# Lang peermos
Lang peermos (Pohlia elongata) is een soort uit de sterrenmosfamilie (Mniaceae).

## Determinatie
Het mos is meestal te herkennen aan de smalle, spoelvormige kapsels. Het is een variabele soort die vegetatief niet met zekerheid kan worden onderscheiden van het eveneens variabele gewoon peermos. Beide zijn eenhuizig en kapselen in principe goed.

## Ecologie
De standplaats van lang peermos komt overeen met die van glanzend peermos, met een voorkeur voor lichtrijke, stenige steilkanten en holle wegen. 

## Verspreiding
Lang peermos staat op de Nederlandse rode lijst in de categorie 'verdwenen'. De soort is in 1872, 1873 en 1946 in de Vijlenerbossen gevonden en in 1987 langs een bospad bij de Franse Batterij op de Sint-Pietersberg. In het Noordwest-Europese laagland inclusief middelgebergten is lang peermos sterker afgenomen dan glanzend peermos en goeddeels verdwenen.

## Fotogalerij

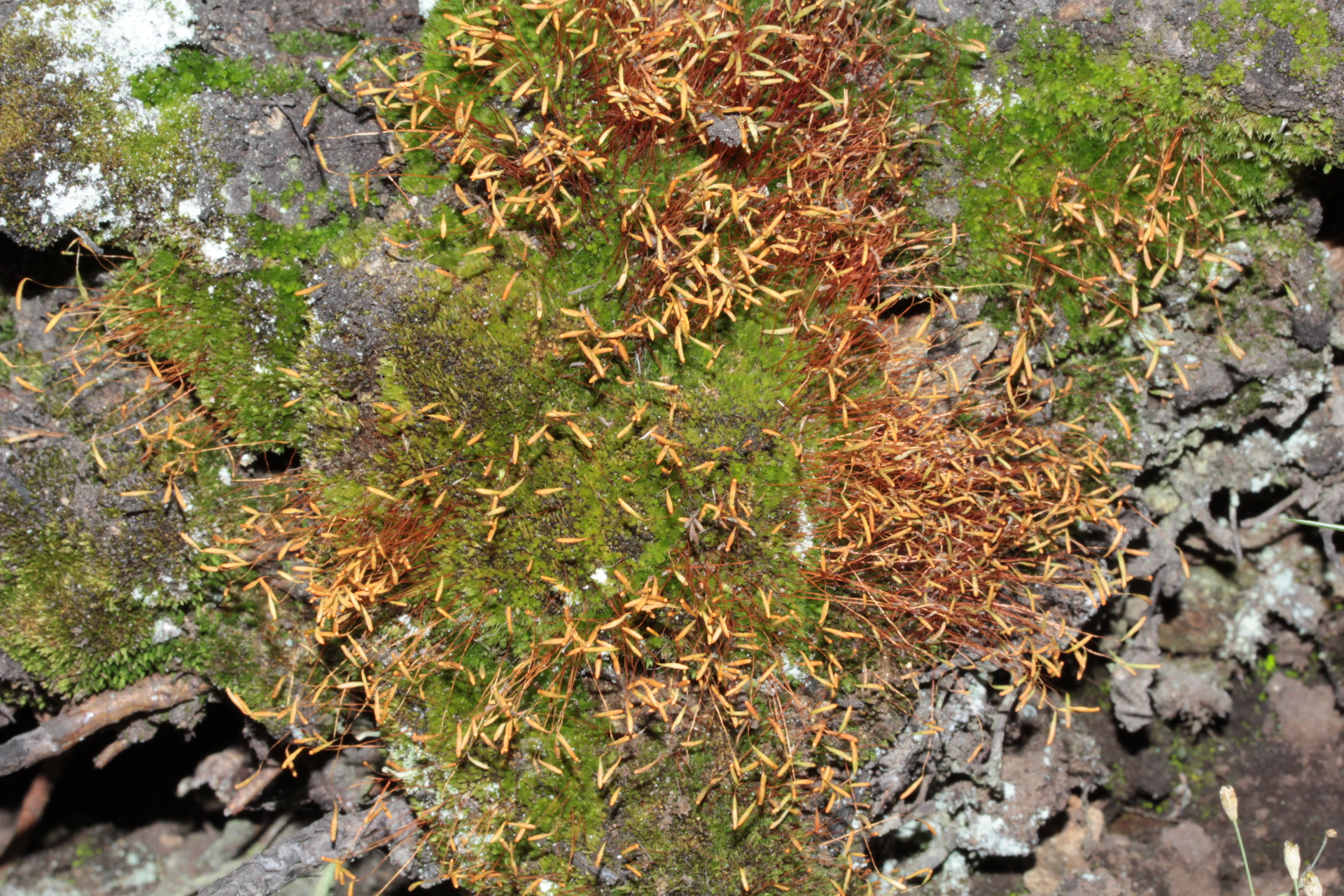
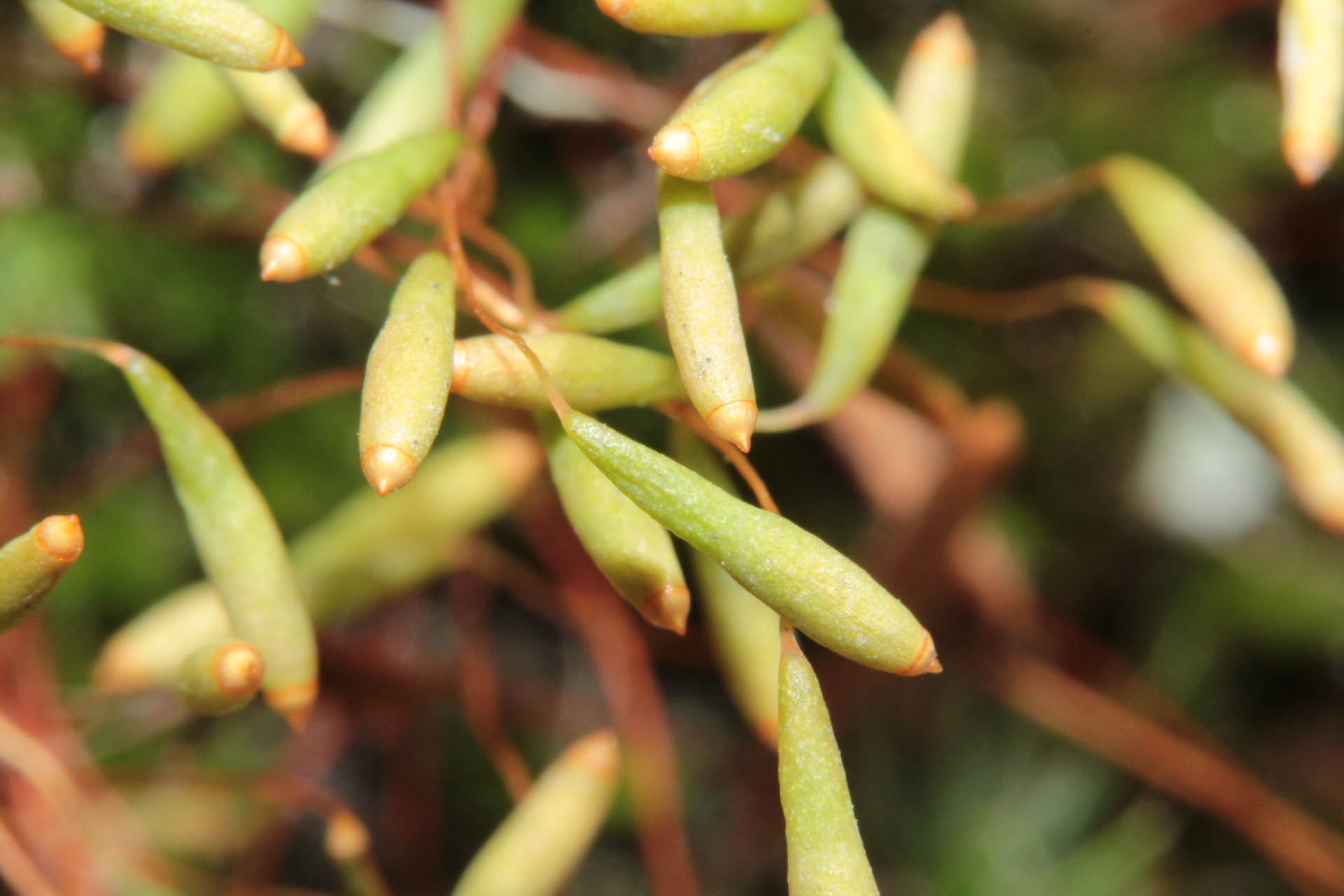
Sporenkapsels
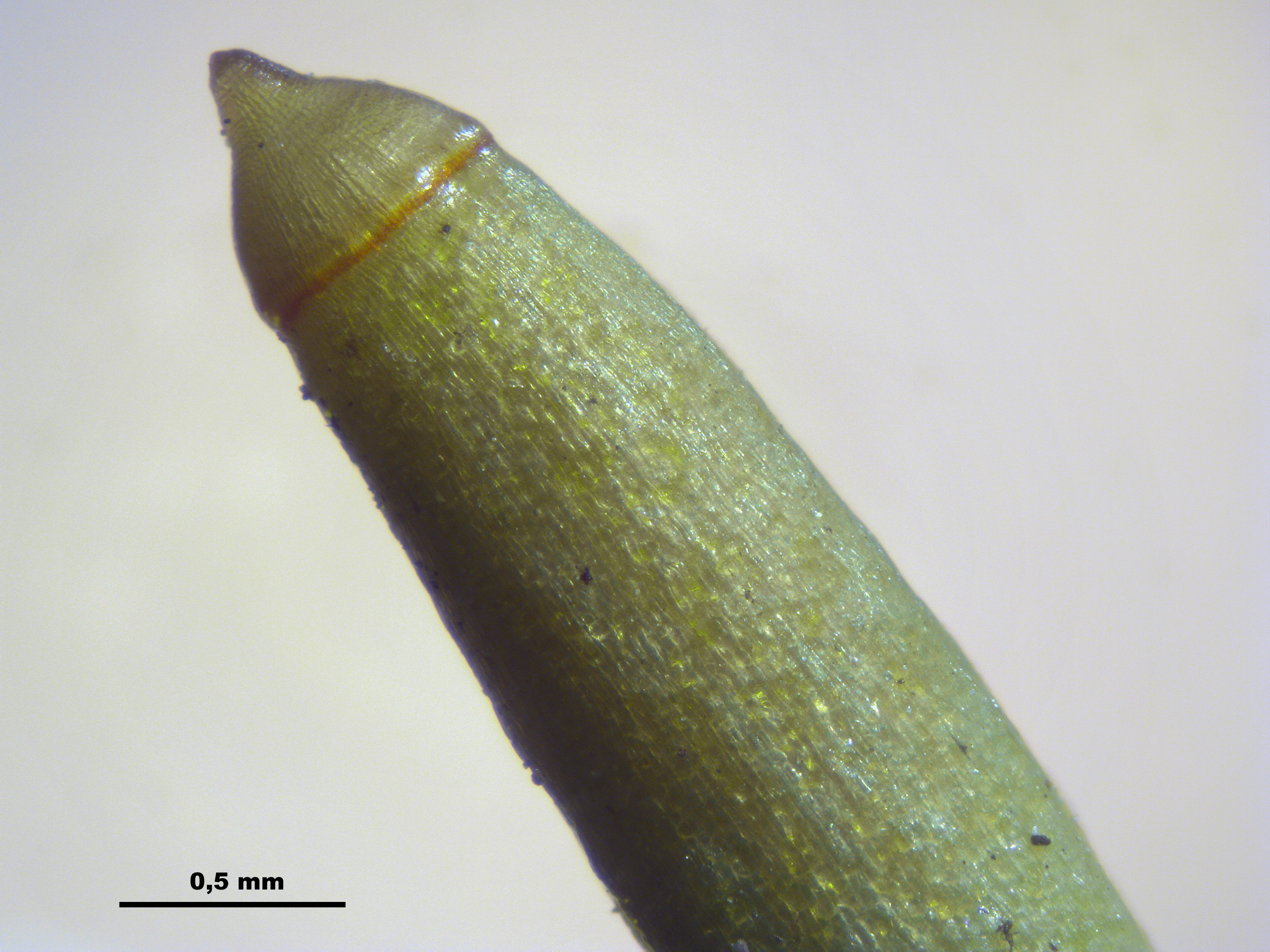
Sporenkapsel
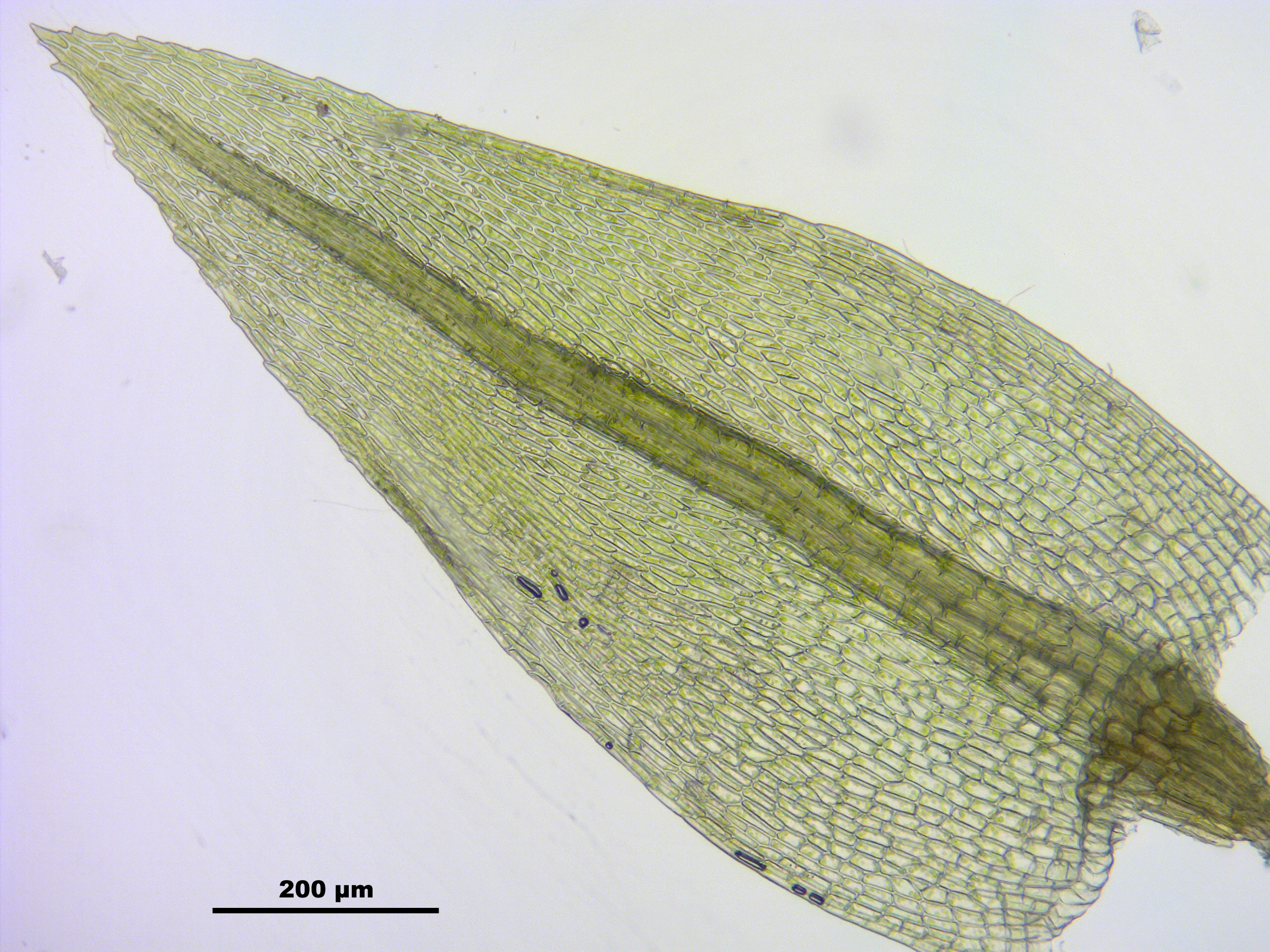
Blad
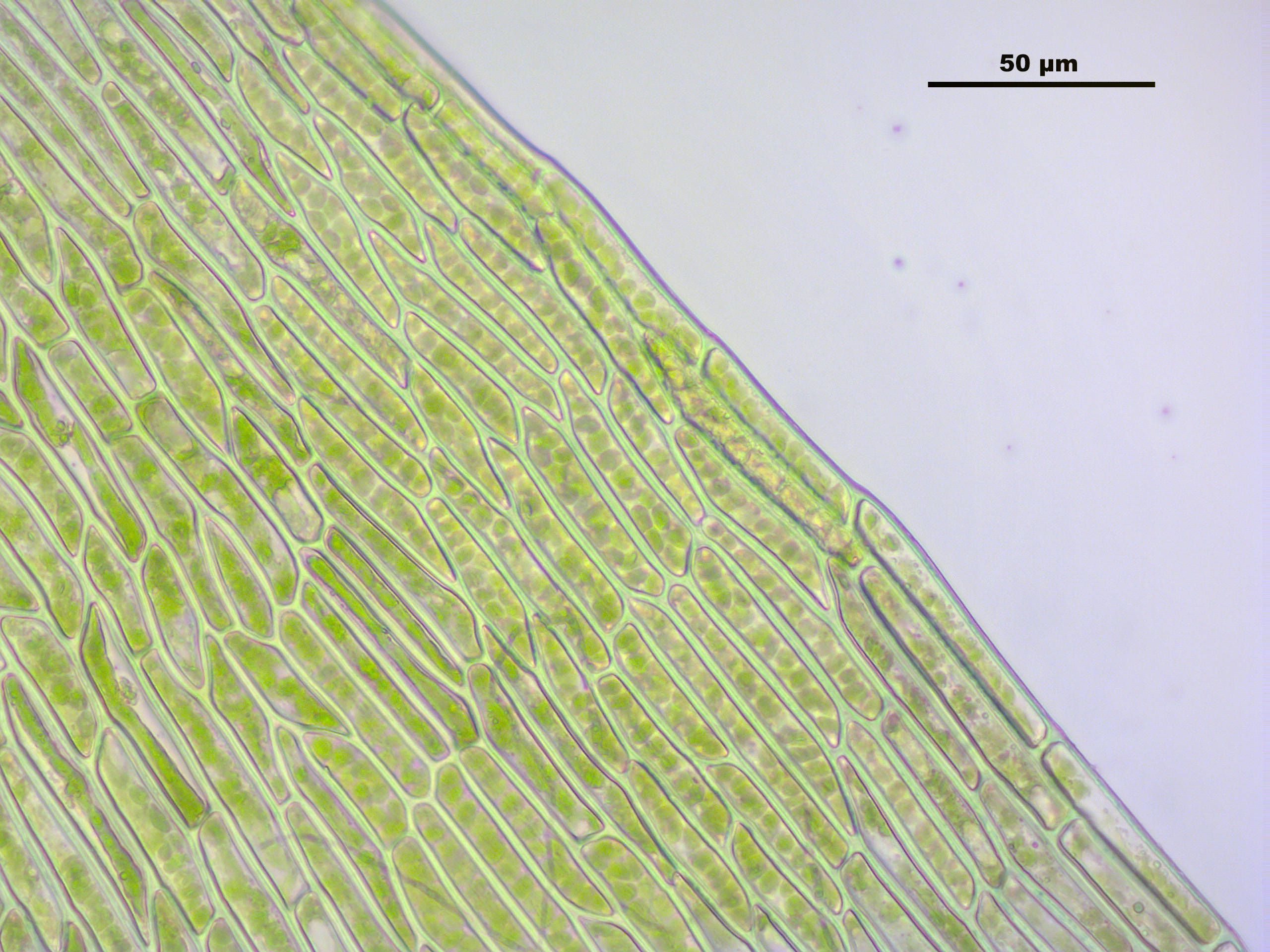
Bladcellen
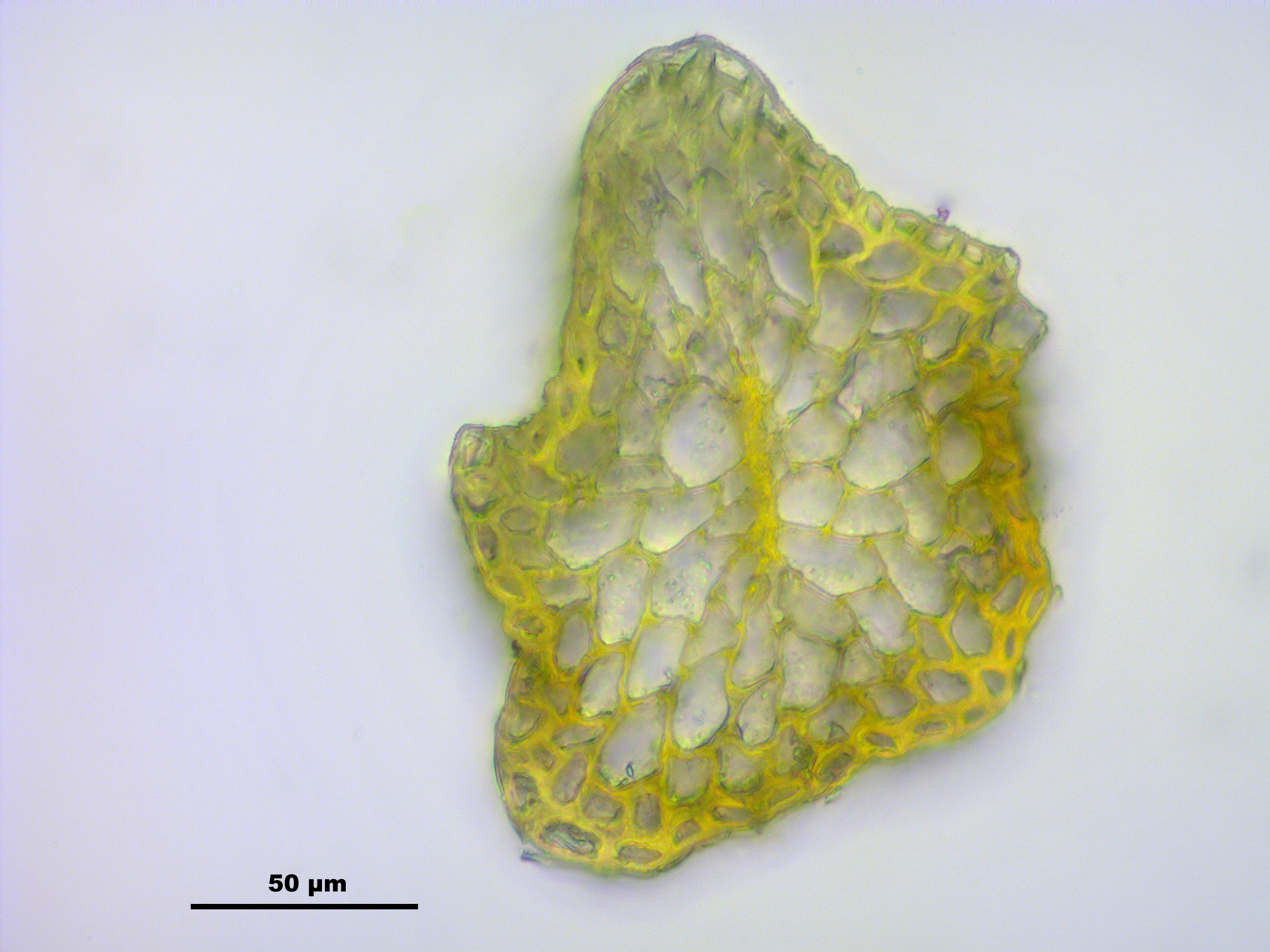
Stengeldoorsnede
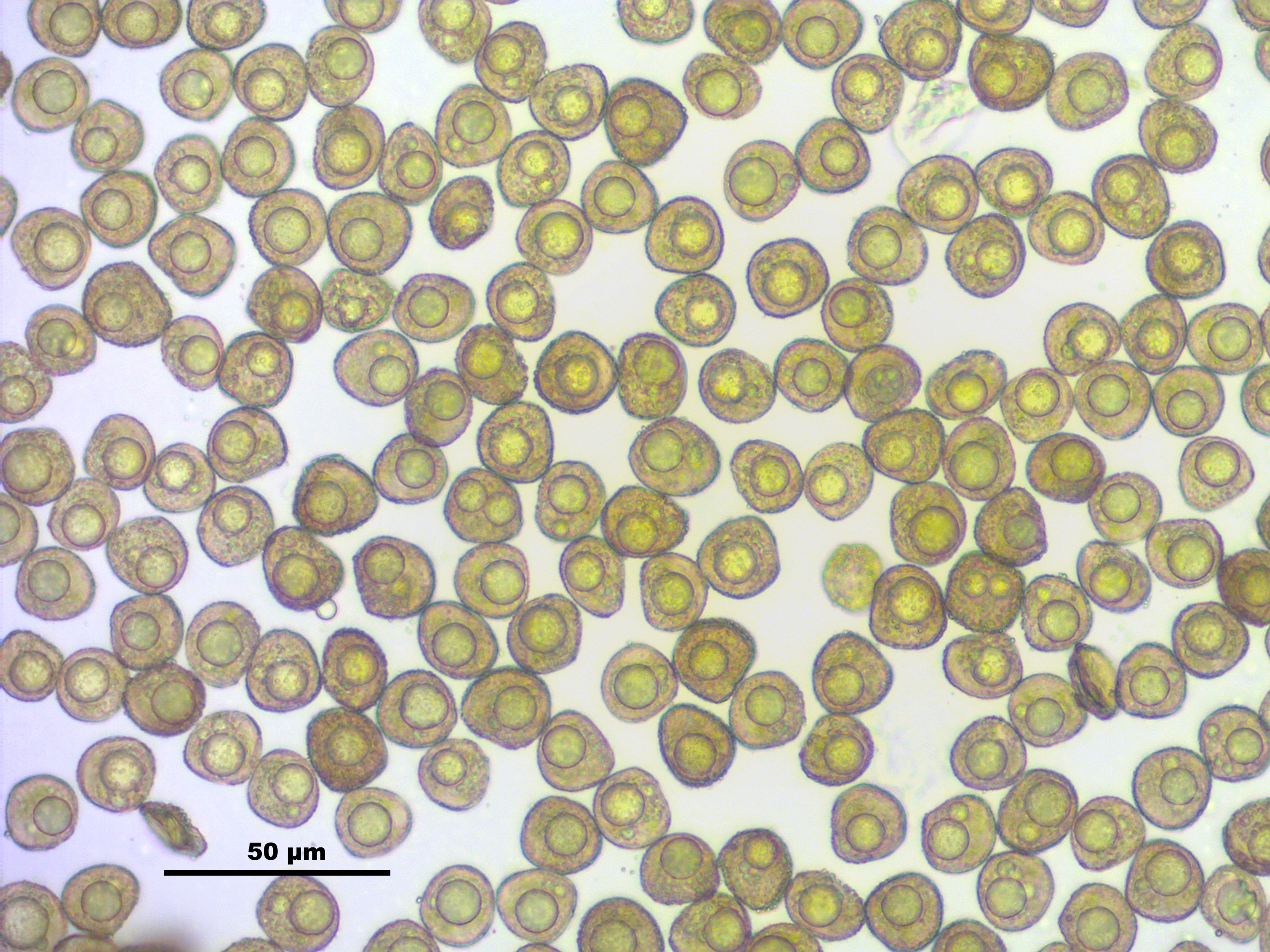
Sporen